# Giacomo Antonio Ponsonelli
Giacomo Antonio Ponsonelli (znany też jako Giacomo Antonio Ponzanelli lub Jacopo Antonio Ponzanelli) (ur. 1654 w Carrarze, zm. 1735 w Genui) – włoski rzeźbiarz i architekt epoki późnego baroku.

## Życie i twórczość

### Okres nauki
Giacomo Antonio Ponsonelli urodził się jako syn Giovanniego, rzeźbiarza w marmurze, pochodzącego z rodu rzeźbiarzy w tym materiale, udokumentowanego w Carrarze od drugiej połowy XVI wieku. Jego pierwszym nauczycielem był prawdopodobnie jego ojciec, który specjalizował się w dekoracji architektonicznej i który w 1673 roku, lub nieco później, przeniósł syna do Genui umieszczając go w pracowni Filippa Parodiego. Parodi akurat powrócił z podróży do Rzymu, gdzie studiował innowacje barokowej rzeźby Gian Lorenza Berniniego i Alessandra Algardiego. Ponzanelli z kolei już wcześniej zapoznał się z nowymi interpretacjami rzeźbiarskimi francuskiego artysty Pierre’a Pugeta, który pracował w Genui w latach 1660–1668. W warsztacie Parodiego Ponsonelli rozwinął swoje umiejętności w zakresie obróbki marmuru, których nauczył się od swojego ojca, a także podpatrzył u Pugeta. Współpracując z Parodim nawiązał również bliski kontakt z pracownią Domenica Pioli, który w drugiej połowie XVII wieku odgrywał wiodącą rolę w sztuce Genui. Około 1667 roku prawdopodobnie towarzyszył Parodiemu w jego drugiej podróży do Rzymu. Wejście do pracowni Parodiego zaważyło na całej twórczości Ponsonellego, który współpracował ze swoim mistrzem aż do jego śmierci. Ich ścisły związek potwierdziło małżeństwa Ponsonellego z córką Parodiego, Marią Agatą w 1680 roku; Parodi był również ojcem chrzestnym ich pierwszego dziecka, Giovanniego Filippa. Maria Agata i Giacomo Antonio Ponsonelli mieli w sumie 8 dzieci.

### Działalność artystyczna
Pierwsze znane dzieła Ponsonellego, Portret kardynała Stefana Durazza  (1677), Święci Teresa z Ávili i Jan od Krzyża (1680) oraz Portret Marcantonia Grilla zdradzają wpływ rzeźb Berniniego. W 1683 roku Ponsonelli zrealizował imponujący pomnik nagrobny patriarchy Francesca Morosiniego w weneckim kościele Tolentini, zaprojektowany przez malarza Gregoria De Ferrari, ucznia Domenica Pioli. Wkrótce potem zrealizował kolejny pomnik nagrobny, tym razem biskupa Stefana Spinoli w katedrze w Savonie.
W latach 1679–1684 Parodi i Ponsonelli wyrzeźbili cykl 12 apostołów dla kościoła włoskiego Matki Bożej Loretańskiej w Lizbonie, z których posągi Św. Mateusza, Św. Tadeusza, Św. Filipa i Św. Marka były dziełem Parodiego, a posągi pozostałych 8 apostołów wyrzeźbił Ponzanelli (dzieła te zostały zniszczone przez trzęsienie ziemi z 1755 roku). W 1685 roku obaj wykonali dla kościoła św. Dominika w Lizbonie 9 rzeźb świętych (nadal istniejących), z których 3 wyrzeźbił Parodi, a pozostałe Ponsonelli. Ponsonelli współpracował również z Parodim w następnych latach tworząc figurę Magdalena do realizowanej przez Parodiego grupy rzeźbiarskiej Pietà (1686–1690) dla kościoła San Giustina w Padwie. W latach 1689 – 1694 Parodi realizował grupę rzeźbiarską Św. Antoni w chwale, przy której współdziałał też Ponsonelli. W ciągu 5 lat swej działalności w bazylice wykonał również popiersia Bachusa i Flory dla Villa Pisani w Stra, a podczas kilku pobytów w Genui – między innymi figurę Nostra Signora della Concordia dla kościoła parafialnego w Albissola Marina (1690). Otrzymał także kilka zleceń z Walencji oraz z Kadyksu, do którego wysłał w 1690 roku statuę św. Dominika, przeznaczoną dla monumentalnego ołtarza w kościele pod tym wezwaniem..
Po śmierci Parodiego w 1702 roku Ponsonelli otworzył własną pracownię pracując nadal jako rzeźbiarz i architekt-dekorator. Współpracował z Domenikiem Piolą przy dekoracji kaplicy Św. Dydaka (ukończonej w 1703) w genueńskim kościele Santissima Annunziata. Dla tego samego kościoła wykonał również z papier-mâché i klejonej tkaniny dramatyczny Krucyfiks, umieszczony nad ołtarzem głównym.
Wśród ostatnich dzieł Ponsonellego znalazła się niewielka Madonna z Dzieciątkiem, podpisana i opatrzona datą 1733, wykonana dla kościoła Nuestra Señora de la Concepción w Santa Cruz de Tenerife.

### Śmierć
Ponsonelli zmarł w Genui w wieku 81 lat. Został pochowany w rodzinnym grobowcu Filippa Parodiego w kościele San Teodoro (zniszczonym).

## Dzieła

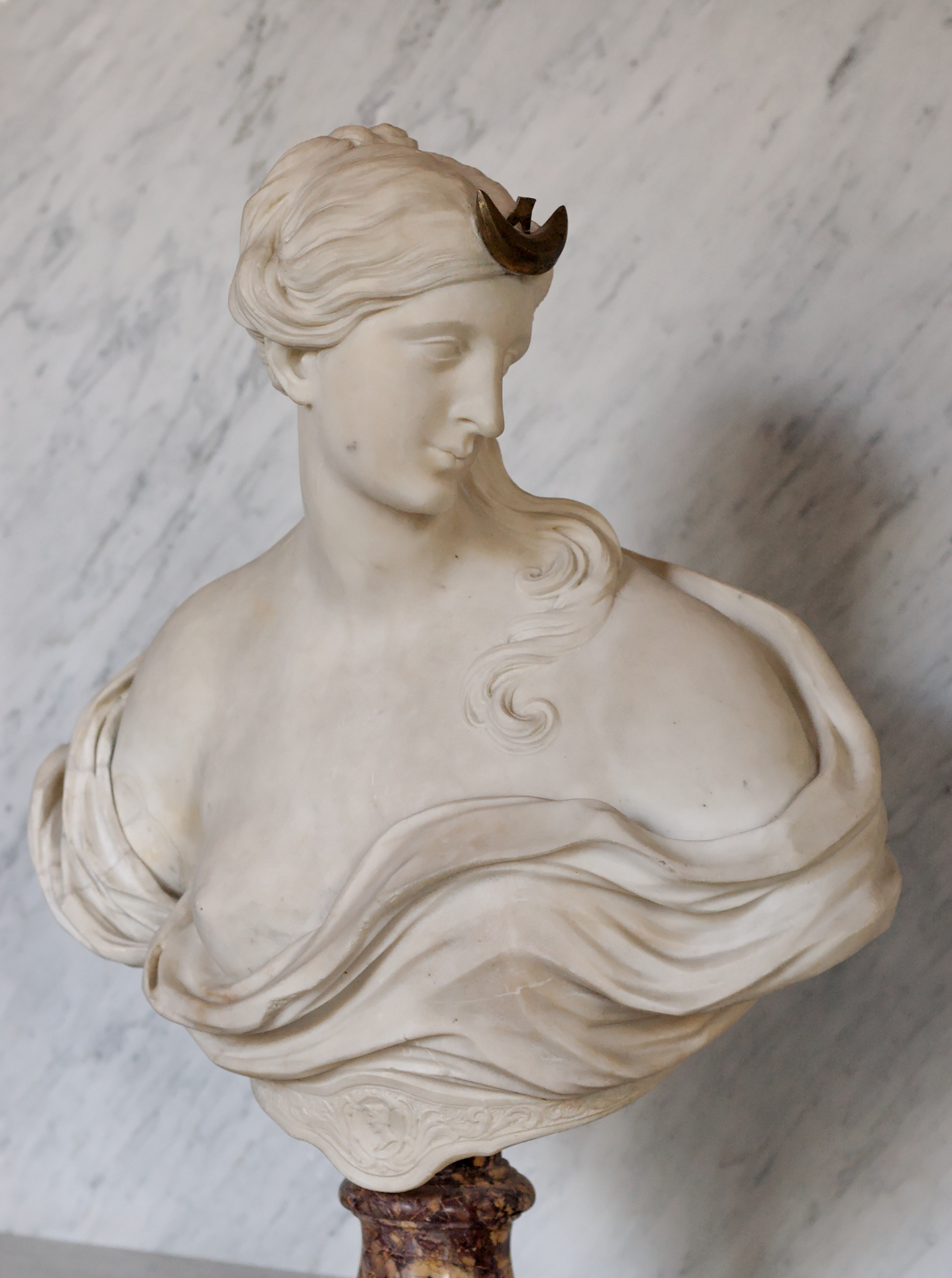
Diana, Luwr
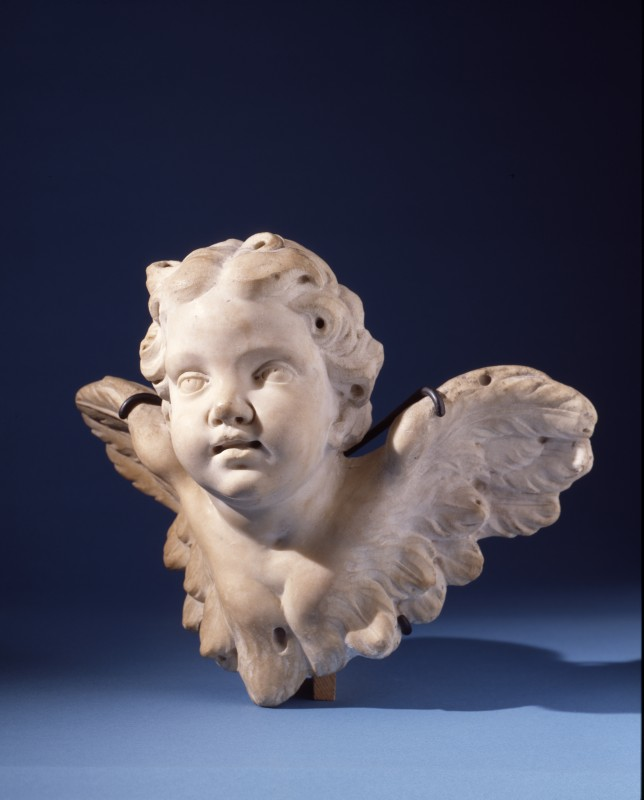
Głowa anioła, Fondazione Cariplo
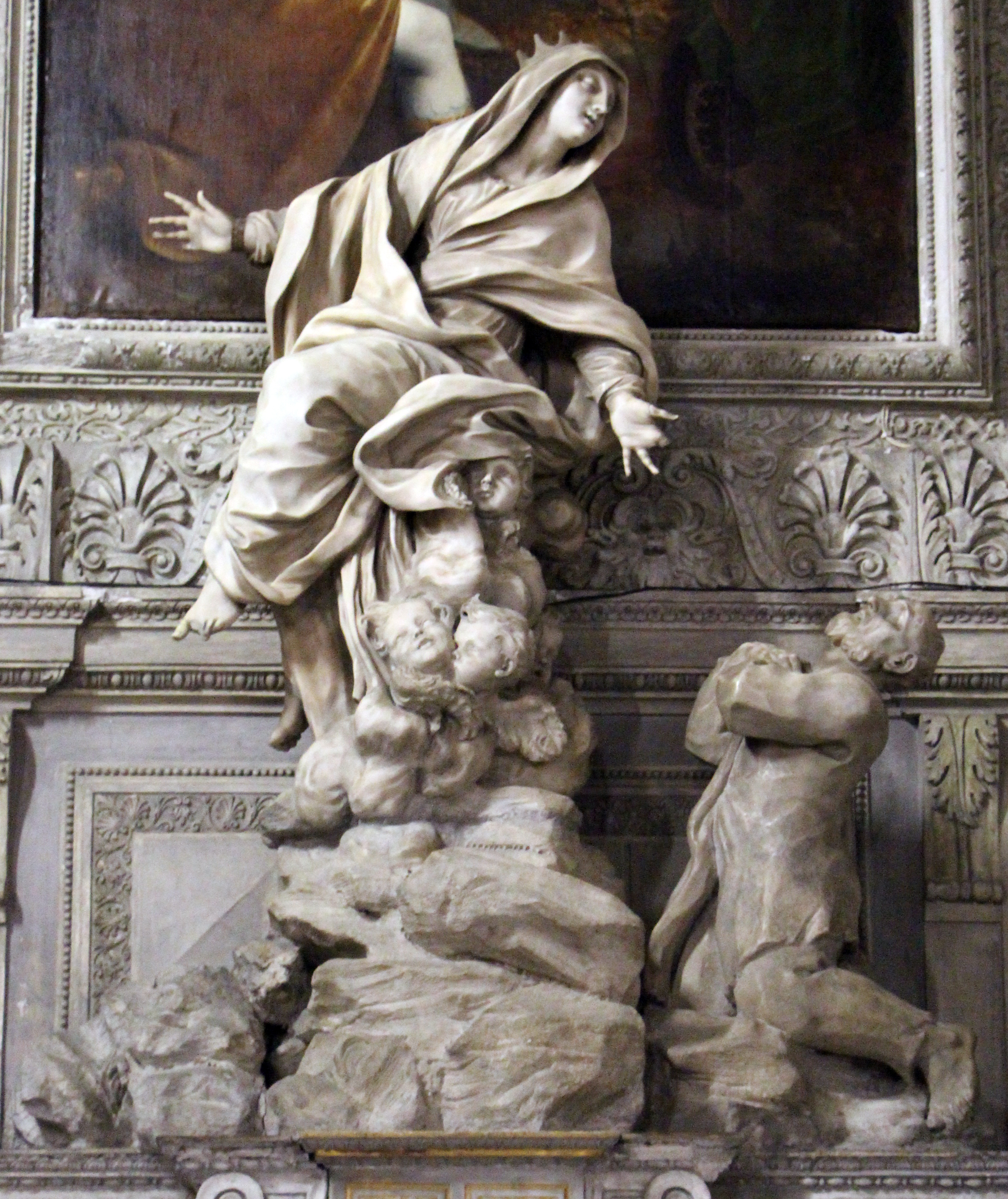
Matka Boża Miłosierdzia, kościół Santissima Annunziata di Portoria, Genua
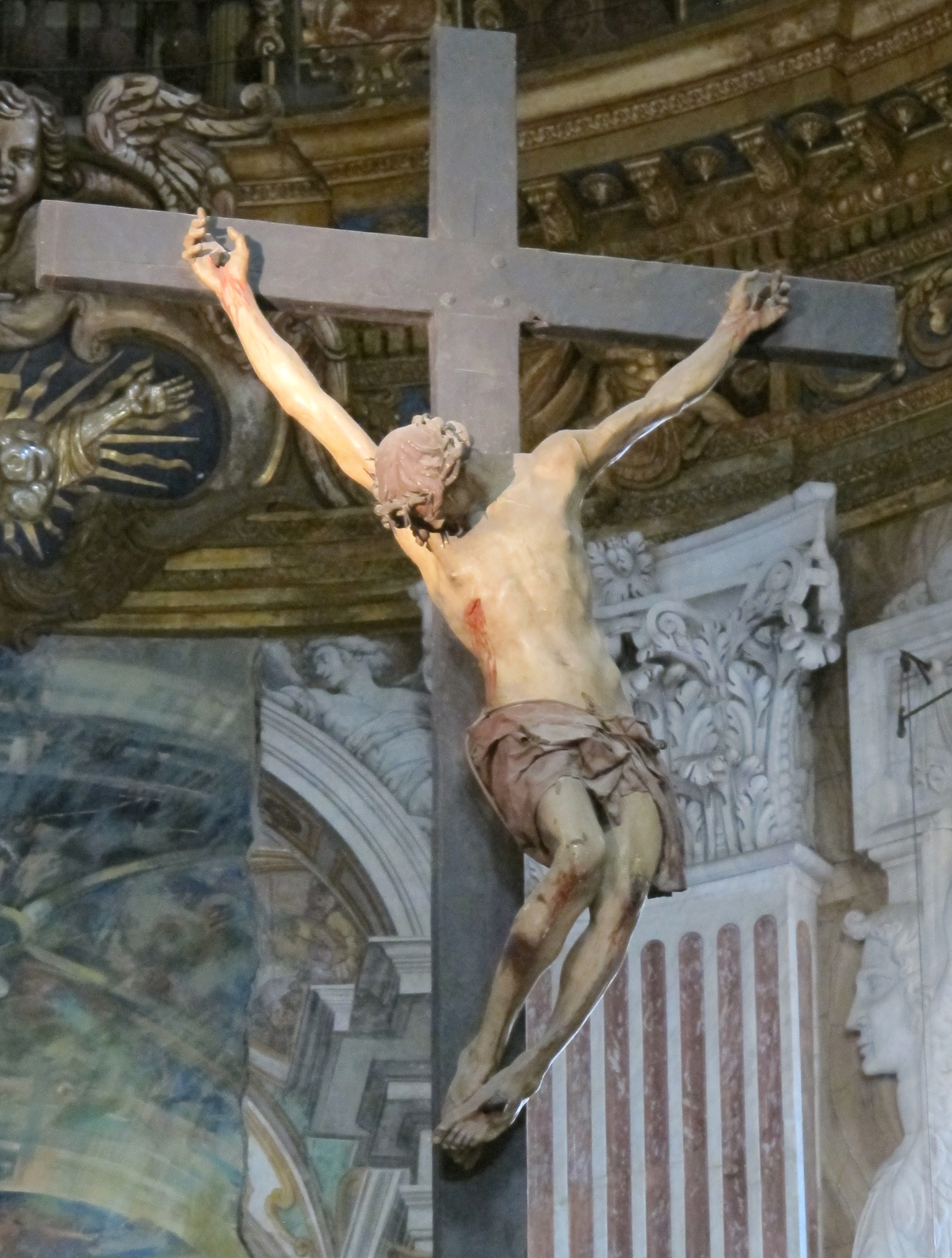
Krucyfiks, bazylika Santissima Annunziata del Vastato, Genua